# Castell de San Carlos (La Palma)
El castell de San Carlos va ser una fortificació costanera al municipi espanyol de Breña Baja, a l'illa de la Palma (Canàries). Des de la construcció sovint ha canviat de nom: Fort o Castell de Los Guinchos, Batería de Bajamar, Fort i Castell de San Carlos.

## Història
El 1568 ja existia a la zona sud de la badia de Santa Cruz de la Palma, al costat de la platja de Baixamar, en la desembocadura del barranc del Socors (també anomenat de Aguacencio), una construcció defensiva.  Era un baluard construït amb mur de pedra sobre una base de terra, a l'esplanada de la qual hi havia tres o quatre canons.
No obstant això, el 28 de novembre de 1694, una riuada va destruir gairebé tot el baluard. El 1742 es va ordenar de demolir-lo, i es va planejar una reconstrucció en aquesta mateixa zona. L'enginyer Manuel Hernández va projectar un fort en un promontori al sud de l'anterior lloc, a l'anomenada punta dels Guinchos, i l'any següent les obres van començar. Limitava al nord i a l'est amb cingles, al sud amb la finca dels hereus de Pérez Abreu i a l'oest amb el camí de Baixamar i la casa d'Antonio Yanes.
El 15 de novembre de 1893 va ser lliurat a l'Ajuntament de Breña Baja, que el va retornar a l'exèrcit el 8 d'octubre de 1912. L'any següent es va lliurar en usdefruit al veí Enrique Sánchez i des de 1916 a la seva vídua Dolores Lorenzo. El 1918, a petició del batlle de Santa Creu de la Palma el Ministeri de la Guerra el va cedir a l'anjuntament per allotjar-hi malalts infecciosos i contagiosos, ús que va mantenir fins a 1931. Va ser enderrocat el 1942.
El 1943 les restes van ser utilitzades per a construir l'assentament d'una de les tres peces d'artilleria que formarien la bateria de costa «El Cantillo» o «El Fuerte», i des de 1948 el Comandament Militar de Canàries va adquirir unes parcel·les al seu entorn per a construir-hi un aquarterament, en el recinte del qual el castell va quedar integrat.

## Descripció
El castell era a una altitud de 20 metres sobre el nivell del mar a 18 metres de la platja. Presentava planta semicircular i esplanada amb capacitat per a tres canons; al flanc esquerre, i semienterrat, era el magatzem de pólvora, i al flanc dret els magatzems de municions i l'allotjament de la tropa. Tenia una superfície total de 5.249 m² i una llargada de 40 metres.